# Tillandsia imperialis
Tillandsia imperialis là một loài thuộc chi Tillandsia. Đây là loài đặc hữu của México.

## Giống
- xVrieslandsia 'Imperial Charm'
- xVrieslandsia 'Marichelle'
- xVrieslandsia 'Red Dawn'